# Olga Porumbaru
Olga Porumbaru (Bucarest, 21 de marzo de 1919-Rockland, Nueva York, Estados Unidos de América; 23 de diciembre de 2010) fue una polifacética actriz y artista plástica de origen rumano que vivió en los Estados Unidos.

## Biografía
Olga Porumbaru era bisnieta del general Magheru y sobrina del geólogo Radu Porumbaru, el primer rumano en alcanzar la cumbre del Mont Blanc en 1877. Fue también la primera esposa del escultor Constantin Baraschi.

### Educación
Se graduó en la escuela de ballet de Floria Capsali, posteriormente en la Academia de Bellas Artes de Bucarest, donde tuvo como maestros a Francisc Șirato, Camil Ressu, Jean Steriadi, Cornel Medrea y Constantin Baraschi. Al mismo tiempo, asistió a cursos de filosofía en la Universidad de Bucarest y luego a la especialización en la Universidad Rudolf Steiner de Nueva York.

### Obra
En 1939 protagonizó el melodrama Se aprind facliile, dirigido por Ion Șahighian, con los actores George Vraca y Costache Antoniu.
Dejó Rumania en 1969, para vivir en Nueva York, y posteriormente, en 1996, a Rockland. Realizó esculturas (especialmente en Rumanía, para la decoración de las residencias del presidente del país y la sede del gobierno, de algunos hoteles de la costa) también, pintura, tapices, vidrieras, cerámica, decoración de interiores, especialmente en Nueva York donde, junto con su hijo, Anton Barasehi, fundó Arte Ambiental a través del cual se dispusieron cientos de hectáreas en Las Palmas del Mar y Puerto Rico.
Realizó en los Emiratos Árabes Unidos (Kuwait) durante 9 años, toda la arquitectura interior de los nuevos edificios (palacios, complejos comerciales), la Embajada de Kuwait en Indonesia, que también inspiró la arquitectura del Palacio del Parlamento en Bucarest.

## Premios
Fue miembro honorario de la Academia Rumano-Americana.